# Challenger de Florianópolis
EL Aberto de Florianópolis es un torneo profesional de tenis. Pertenece al ATP Challenger Series. Se juega desde el año 2006 sobre pistas de tierra batida, en Florianópolis, Brasil.

## Palmarés

### Individuales
| Año  | Campeón         | Finalista        | Resultado        |
| ---- | --------------- | ---------------- | ---------------- |
| 2012 | Simone Bolelli  | Blaž Kavčič      | 6–3, 6–4         |
| 2011 | No se disputó   | No se disputó    | No se disputó    |
| 2010 | No se disputó   | No se disputó    | No se disputó    |
| 2009 | Guillaume Rufin | Pere Riba        | 6–4, 3–6, 6–3    |
| 2008 | Nicolás Massú   | Olivier Patience | 6–7(4), 6–2, 6–1 |
| 2007 | Óscar Hernández | Mariano Zabaleta | 7–5, 7–6(6)      |
| 2006 | Diego Junqueira | Gorka Fraile     | 3–6, 6–1, 7–6(3) |

### Dobles
| Año  | Campeones                               | Finalistas                     | Resultado         |
| ---- | --------------------------------------- | ------------------------------ | ----------------- |
| 2012 | Blaž Kavčič Antonio Veić                | Javier Martí Leonardo Tavares  | 6–3, 6–3          |
| 2011 | No se disputó                           | No se disputó                  | No se disputó     |
| 2010 | No se disputó                           | No se disputó                  | No se disputó     |
| 2009 | Tomasz Bednarek Mateusz Kowalczyk       | Daniel Gimeno-Traver Pere Riba | 6–1, 6–4          |
| 2008 | Rogério Dutra da Silva Júlio Silva      | Ricardo Hocevar André Miele    | 3–6, 6–4, [10–4]  |
| 2007 | Márcio Carlsson Lucas Engel             | Brian Dabul Máximo González    | 6–4, 2–6, [14–12] |
| 2006 | Cristian Villagrán Juan Pablo Brzezicki | Gianluca Naso Mirko Pehar      | 7–6(3), 6–2       |